# Dr. Lonnie Smith
Pour les articles homonymes, voir Lonnie Smith et Smith.
Ne doit pas être confondu avec l'autre organiste de jazz et claviériste, Lonnie Liston Smith.
Dr. Lonnie Smith, nom de scène de Lonnie Smith (né le 3 juillet 1942 à Lackawanna (État de New York) et mort le 28 septembre 2021 à Fort Lauderdale (Floride) d'une fibrose pulmonaire), est un chanteur et musicien américain de jazz, reconnu comme un musicien exceptionnel tant sur l'orgue Hammond B3 qu'au piano.

## Biographie
Dr. Lonnie Smith est né à Lackawanna dans l'État de New York (juste à côté de Buffalo). Lonnie Smith dit que sa mère a eu une influence majeure sur lui musicalement, en l'initiant au gospel, à la musique classique et au jazz. Il a fait partie de plusieurs ensembles vocaux dans les années 1950, notamment Teen Kings. Art Kubera, le propriétaire d'un magasin de musique local, lui a offert son premier instrument, un orgue Hammond B3.
Son affinité pour le R&B mêlé à son style personnel propre ont fait rapidement de lui une légende locale. Il s'est déplacé à New York, où il a rencontré George Benson, le guitariste de l'orchestre de Jack McDuff. Comme Benson et Smith s'entendaient parfaitement sur le plan personnel, ils ont formé le George Benson Quartet featuring Lonnie Smith, en 1966.
Après deux albums sous la direction de Benson (It's Uptown and Cookbook), Smith a enregistré son premier album solo (Finger Lickin' Good) entre 1966 et 1967, avec George Benson à la guitare, Ronnie Cuber au saxophone baryton, Melvin Sparks à la guitare et Marion Booker à la batterie. Cette formation est restée stable pendant cinq ans.
Après l'enregistrement de plusieurs albums avec Benson, Smith a commencé une carrière en solo et a produit environ 30 albums sous son propre nom. Plusieurs artistes de jazz légendaires se sont joints à lui sur ses albums, notamment Lee Morgan, David « Fathead » Newman, King Curtis, Blue Mitchell et Joe Lovano.
En 1967, Lonnie Smith rencontre Lou Donaldson qui le met en contact avec le label Blue Note. Donaldson demande au quartette d'enregistrer un album pour Blue Note, Alligator Boogaloo. Blue Note est tellement impressionné par l'album qu'ils signent avec Smith pour les quatre albums suivants, qui sont maintenant considérés comme des classiques de soul jazz.

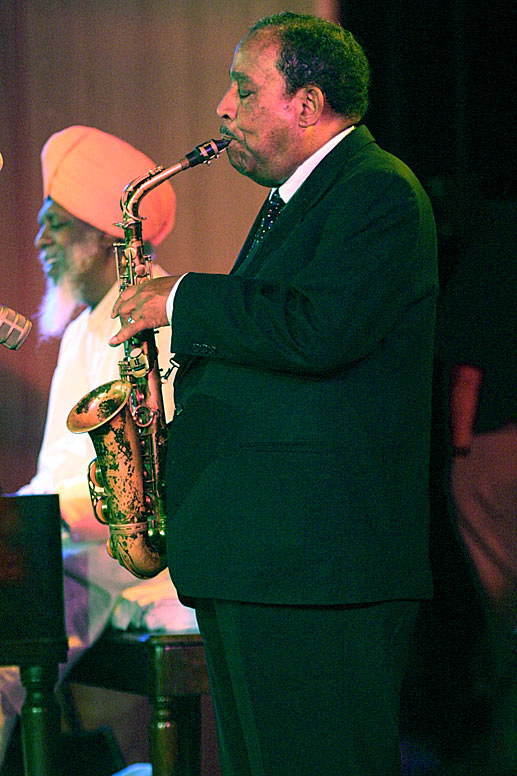
Lonnie Smith, au second plan,
en concert avec Lou Donaldson

L'album suivant de Lonnie Smith, Move Your Hand, a été enregistré au Club Harlem, à Atlantic City, dans le New Jersey en août 1969. Ce tube surprise a permis à sa réputation de grandir au-delà du nord-est.  Il a enregistré un autre album studio, Drives, et un autre album live, Live at Club Mozambique, avant de quitter Blue Note. Live at Club Mozambique a été enregistré à Détroit le 21 mai 1970 et est considéré comme son meilleur album live.
Lonnie Smith a effectué d'importantes tournées dans le nord-est des États-Unis pendant les années 1970. Parmi ses sidemen, on peut compter Ronnie Cuber, Dave Hubbard, Bill Easley et George Adams pour le saxophone, Donald Hahn à la trompette, George Benson et Larry McGee pour les guitares et Joe Dukes, Sylvester Goshay, Phillip Terrell, Marion Booker, Jimmy Lovelace, Charles Crosby, Art Gore, Normand Connors et Bobby Durham à la batterie.
Il a joué au cours de plusieurs festivals de jazz en vue avec des artistes comme Grover Washington Jr., Ron Carter, Dizzy Gillespie, Lou Donaldson et Ron Holloway. Il a aussi joué avec des musiciens moins liés au jazz, comme Dionne Warwick, Gladys Knight, Etta James, Jeanne Cartwright et Esther Phillips.
Il a été nommé « Organ Keyboardist of the Year » (Organiste de l'année) en 2003, 2004 et 2005 par The Jazz Journalist Association.

## La barbe et le turban…

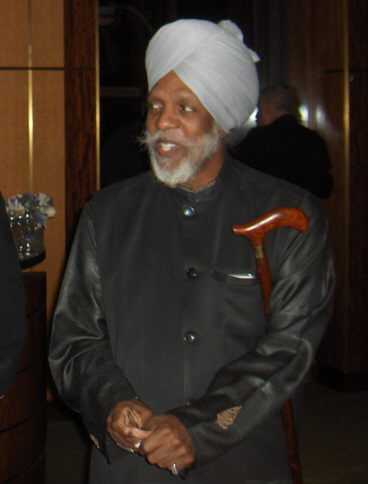
Dr. Lonnie Smith en 2007.

Comme les Sikhs, Lonnie Smith arbore fièrement les signes de cette religion : 
il porte une longue barbe grise et ne se présente jamais sans un énorme turban sur la tête, même en concert, ce qui lui a valu le surnom de « Turbanator », éponyme d'un album sorti en 2000 aux États-Unis.
Par contre, son titre de « Docteur » n'est pas en rapport avec le sikhisme, ce sont les musiciens qui l'entourent qui lui ont donné ce titre. Il est courant de penser que c'est à cause de thèmes qu’il avait composés et avec lesquels les autres avaient pas mal de difficultés, mais Holly Case, son manager, dit « The musicians gave him the title Dr. since he can doctor any music », que l'on peut traduire par « Les musiciens lui ont donné le titre de Docteur car il peut interpréter (ou arranger) n'importe quelle musique. »
C'est dans les années 1970 qu'on a commencé à l'appeler Docteur, et c'est également à la même époque qu'il s'est mis à porter la barbe et le turban.

## Discographie
Ci-dessous, la liste des principaux albums de Lonnie Smith en tant que leader :
- 1966 : Finger Lickin’ Good
- 1968 : Think !
- 1968 : Turning Point
- 1969 : Move Your Hand
- 1970 : Drives
- 1970 : Lonnie Smith - Live at the Club Mozambique
- 1971 : Mama Wailer
- 1975 : Afrodesia
- 1976 : Keep on Lovin’
- 1977 : Funk Reaction
- 1978 : Gotcha
- 1980 : When the Night is Right
- 1985 : Lenox & 7th (Lonnie Smith / Alvin Queen)
- 1991 : Lonnie Smith
- 1993 : Afro Blue (The Lonnie Smith Trio)
- 1994 : Purple Haze (The Lonnie Smith Trio)
- 1994 : Foxy Lady (The Lonnie Smith Trio)
- 1998 : Flavors
- 2000 : The Turbanator
- 2000 : Afrodesia / Keep on Lovin’
- 2003 : Boogaloo to Beck
- 2004 : Dr. Lonnie Smith - Too Damn Hot
- 2006 : Jungle Soul
- 2009 : Dr. Lonnie Smith - Rise Up !
- 2010 : Spiral (Palmetto)
- 2016 : Evolution
- 2018 : All in my mind
- 2021 : Breathe

Lonnie Smith a participé à plus de 40 autres albums en tant que sideman, à commencer par Alligator Boogaloo, avec Lou Donaldson, en 1967